# Ligardes
Ligardes település Franciaországban, Gers megyében. Lakosainak száma 206 fő (2022. január 1.). Ligardes Francescas, Lamontjoie, Moncrabeau, Nomdieu, Gazaupouy és Pouy-Roquelaure községekkel határos.

## Népesség
A település népességének változása:
| Lakosok száma | 280  | 261  | 269  | 239  | 212  | 216  | 217  | 215  | 212  | 206  |
|               | 1968 | 1982 | 1990 | 2006 | 2013 | 2015 | 2017 | 2019 | 2020 | 2022 |